# Grace Marie Bareis
Grace Marie Bareis (* 19. Dezember 1875 in Canal Winchester, Ohio; † 15. Juni 1962 in Columbus, Ohio) war eine US-amerikanische Mathematikerin und Hochschullehrerin. Sie erwarb 1909 als erste Frau an der Ohio State University einen Doktorgrad in Mathematik. 

## Leben und Werk
Bareis studierte nach dem Besuch der öffentlichen Schulen in Canal Winchester an der Heidelberg University (Heidelberg College nach 1926) in Tiffin und erhielt 1897 den Bachelor-Abschluss. Von 1897 bis 1899 war sie Doktorandin am Bryn Mawr College und arbeitete auch an der Columbia University. Von 1899 bis 1906 war sie Lehrerin an der Miss Roney's School in Philadelphia, Pennsylvania, während sie ihre Abschlussarbeit in Mathematik am nahe gelegenen Bryn Mawr College fortsetzte. Als Stipendiatin kam sie 1906 an die Ohio State University, wurde 1908 Assistenzprofessorin und promovierte 1909 bei Harry Waldo Kuhn mit der Dissertation Imprimitive Substitution Groups Of Degree Sixteen. 1915 nahm sie an dem Organisationstreffen teil, um die Mathematical Association of America zu gründen. Sie lebte 26 Jahre mit einer Freundin, ihrer ehemaligen Schülerin und späteren Kollegin Margaret Eloise Jones (1895–1979), in Columbus. 1946 trat sie als emeritierte Assistenzprofessorin in den Ruhestand. Sie unterrichtete zwei Jahre nach ihrer Pensionierung weiter, da es für die zurückkehrenden Veteranen an Mathematiklehrern mangelte. 1948 spendete sie der Ohio State University 2000 US-Dollar für einen Fonds zur Vergabe von Preisen auf der Grundlage schriftlicher Wettbewerbe für Studenten. Der Grace M. Bareis Mathematical Prize wurde erstmals 1949 verliehen und die Wettbewerbe finden seitdem jährlich statt.

## Veröffentlichung
- mit Vladimir F. Ivanoff: A simple geometrical paradox – Proposed by J. L. Coolidge. In: The American Mathematical Monthly. Band 39, Nr. 1, 1932, S. 29–31, JSTOR:2301459.

## Mitgliedschaften
- American Mathematical Society
- Mathematical Association of America
- American Association for the Advancement of Science, Fellow 1933
- Sigma Xi